# Hans Dankner
Hans Dankner (* 21. April 1908 in Dresden; † 20. März 1945 im Konzentrationslager Dachau) war ein deutscher Funktionär der Kommunistischen Partei Deutschlands (KPD) und Widerstandskämpfer gegen den Nationalsozialismus.

## Leben

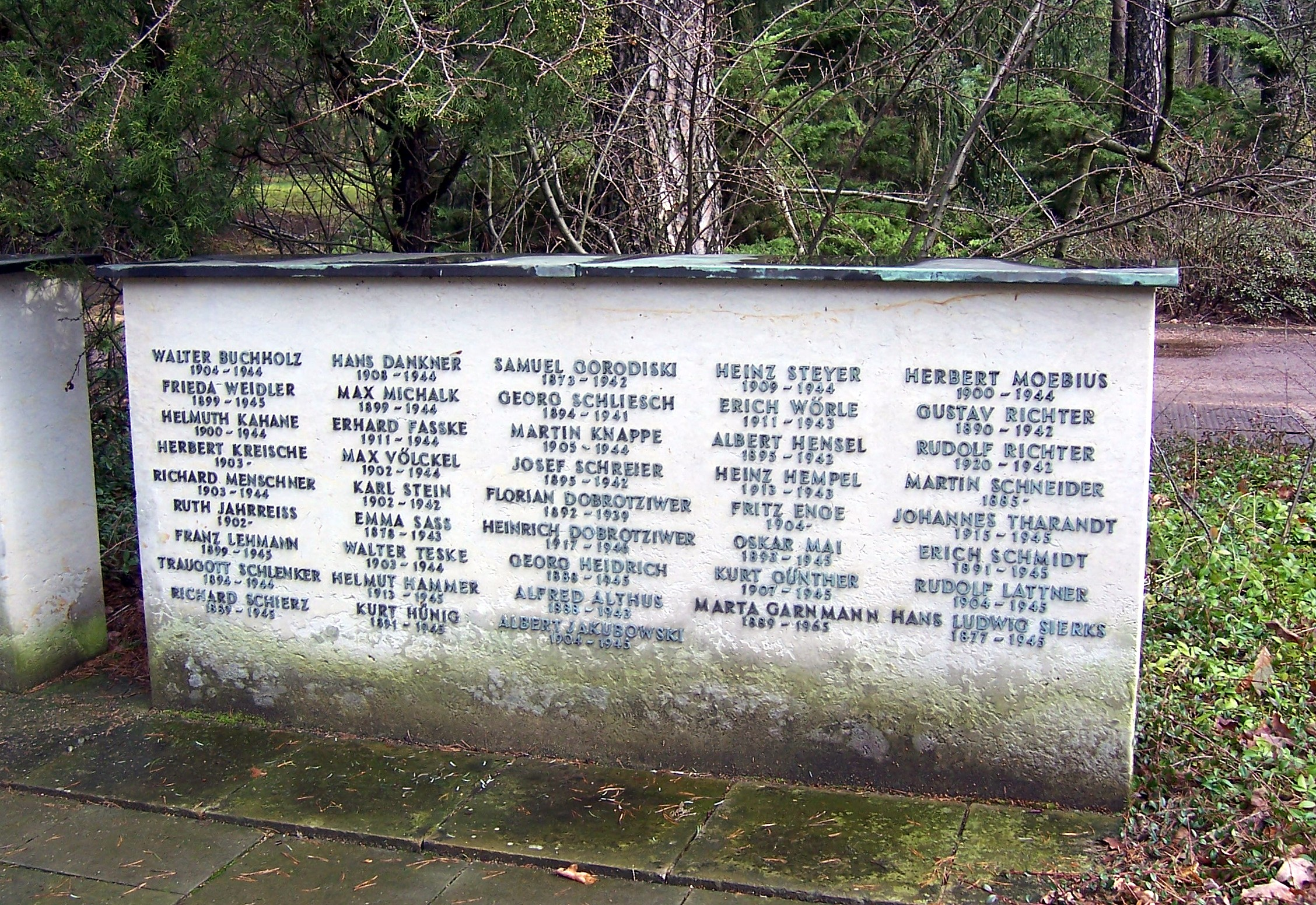
Symbolische Grabstätte Dankners im Ehrenhain des Heidefriedhofs

Dankner, Sohn einer deutsch-jüdischen Familie in Sachsen, erlernte nach der Volksschule den Beruf des Gärtners und war früh in der Bündischen Jugend aktiv. Ab 1927 engagierte er sich wie sein Bruder Max Dankner im Kommunistischen Jugendverband Deutschlands (KJVD) und war 1929/30 Leiter des KJVD-Unterbezirks Leipzig und Mitglied des Zentralkomitees (ZK) des Jugendverbandes.
1928 bis 1931 war Dankner Mitglied des „Touristenvereins 'Die Naturfreunde'“, danach der „Naturfreunde-Opposition (Vereinigte Kletterabteilung)“. Diese wählte ihn im August 1932 zu ihrem Vorsitzenden.
Nach der Machtübernahme der Nationalsozialisten unterstützte Dankner die KPD auch in der Illegalität, wurde im November 1933 verhaftet und zu einem Jahr Gefängnis verurteilt. Nachdem er die Strafe abgesessen hatte, emigrierte er 1934 in die Tschechoslowakei und war von 1935 bis 1938 im Exil Abschnittsleiter für die illegale Arbeit der KPD in Ostsachsen. Nach dem Einmarsch der Wehrmacht wurde Dankner im März 1939 in Prag verhaftet und zu zwölf Jahren Zuchthaus verurteilt. 1943 wurde er an die Gestapo ausgeliefert und in das Konzentrationslager Auschwitz verschleppt. Später gelangte er in das Konzentrationslager Dachau, wo er im März 1945 verstarb. Sein symbolisches Grab befindet sich im Ehrenhain des Heidefriedhofs in Dresden.
Er war ein Cousin von Fred, Max und Josef Zimmering sowie von Lea Grundig und Bruno Goldhammer.

## Ehrungen
- Seit 1962 trägt die Hans-Dankner-Straße in Dresden seinen Namen.
- Das Naturfreundehaus „Zirkelsteinhaus Nr. 109“ in Reinhardtsdorf-Schöna trug seinen Namen.